# Lý Trường Tài
Lý Trường Tài (giản thể: 李长才; phồn thể: 李長才; bính âm: Lǐ Chángcái; sinh tháng 1 năm 1949) là Thượng tướng Quân Giải phóng Nhân dân Trung Quốc (PLA). Ông từng giữ chức vụ Chính ủy Quân khu Lan Châu từ năm 2007 đến 2014.

## Tiểu sử
Lý Trường Tài sinh tháng 1 năm 1949 ở Hợp Phì, tỉnh An Huy.
Năm 1969, Lý Trường Tài nhập ngũ. Ông từng đảm nhiệm chức vụ cán sự Ban Cán bộ, Phó Trưởng Ban Cán bộ thuộc Cục Chính trị Quân khu Nam Kinh, Chính ủy Sư đoàn 34, Chính ủy Sư đoàn 36, Tập đoàn quân 12 Lục quân và Phó Chính ủy Tập đoàn quân 12 Lục quân, Quân khu Nam Kinh.
Tháng 9 năm 2000, ông được bổ nhiệm làm Chính ủy Tập đoàn quân 31 Lục quân, Quân khu Nam Kinh. Tháng 7 năm 2005, ông được bổ nhiệm giữ chức Chủ nhiệm Cục Chính trị Quân khu Nam Kinh. Tháng 7 năm 2006, ông được thăng quân hàm Trung tướng. Tháng 12 năm 2006, ông được bổ nhiệm làm Phó Chính ủy Quân khu Nam Kinh.
Tháng 9 năm 2007, Lý Trường Tài được bổ nhiệm giữ chức vụ Chính ủy Quân khu Lan Châu. Tháng 10 năm 2007, tại Đại hội Đảng Cộng sản Trung Quốc lần thứ 17, ông được bầu làm Ủy viên Ban Chấp hành Trung ương Đảng Cộng sản Trung Quốc khóa XVII. Ngày 23 tháng 7 năm 2011, ông được phong quân hàm Thượng tướng.
Tháng 7 năm 2014, Lý Trường Tài được miễn nhiệm chức vụ Chính ủy Quân khu Lan Châu, nghỉ công tác trong quân đội, kế nhiệm ông là Trung tướng Miêu Hoa. Ngày 28 tháng 2 năm 2015, ông được bổ nhiệm làm Phó Chủ nhiệm Ủy ban Giáo dục, Khoa học, Văn hóa và Y tế của Đại hội Đại biểu Nhân dân Toàn quốc (Quốc hội Trung Quốc) khóa XII nhiệm kỳ 2013 đến năm 2018.